# Постоята
Постоята — село Надвірнянського району Івано-Франківської області. Належить до Пасічнянської сільської громади.

## Соціальна сфера
В селі є загальноосвітня школа I ступеня, бібліотека, торговельне підприємство. Село газифіковане.